# Romuald Mielczarski

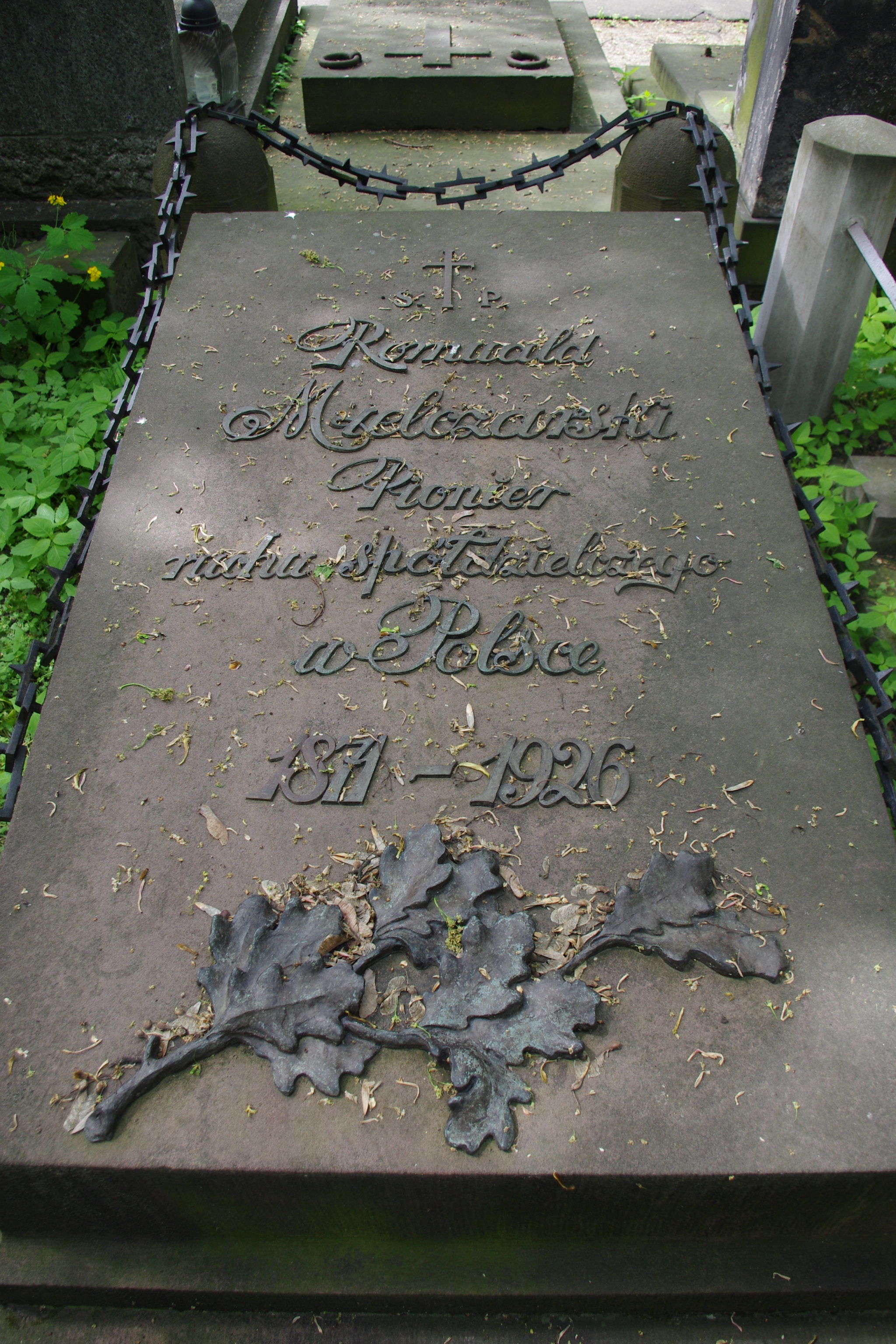
Grób działacza spółdzielczego Romualda Mielczarskiego na Starych Powązkach w Warszawie

Romuald Mielczarski (ps. Jan Wierzba) (ur. 5 lutego 1871 w Bełchatowie, zm. 30 marca 1926 w Warszawie) – działacz spółdzielczy i niepodległościowy. Współtwórca Towarzystwa Kooperatystów, prezes Związku Spółdzielni Spożywców RP.

## Życiorys
Ojciec Romualda, Szymon był naczelnikiem poczty w Bełchatowie. Od 1880 uczył się w 3-klasowej szkole prywatnej Fabianiego w Radomsku, zaś od 1883 był uczniem Gimnazjum Rządowego w Częstochowie. W 1885 przeniósł się do Warszawy do 5 klasy V Gimnazjum Państwowego. Poznał wówczas mieszkającego w tym samym domu na stancji Stefana Żeromskiego. W tym czasie współpracował m.in. z Bolesławem Jędrzejowskim, Stanisławą Motz-Abramowską i Marcinem Kasprzakiem w kółkach rewolucyjnych, w tym w tzw. II Proletariacie. 
W 1890 r., tuż przed maturą, wziął udział w przygotowaniach do obchodów nielegalnego Święta Pracy. Został aresztowany na ul. Czerniakowskiej, wraz ze Stanisławem Trusiewiczem, za posiadanie odezw pierwszomajowych. Osadzono go w warszawskiej Cytadeli. Po czterech miesiącach śledztwa wypuszczono go za kaucją. Jako niepełnoletni został skazany administracyjnie na rok ciężkiego więzienia bez prawa zamieszkiwania na terenie Królestwa w ciągu pięciu lat. Osadzono go w więzieniu "Kresty" w Petersburgu, gdzie pracował przymusowo przez 11 godzin dziennie jako nawijacz przędzy. Po wyjściu z więzienia w 1892 zamieszkał początkowo w Grodnie a po kilku miesiącach uzyskał pozwolenie na wyjazd za granicę. 
W czerwcu 1892 wyjechał do Berlina, gdzie próbował rozpocząć studia, lecz z powodu braku matury rosyjskiej odmówiono mu przyjęcia na Uniwersytet w Berlinie. Tam też współpracował przy redagowaniu "Gazety Robotniczej". Na wniosek władz rosyjskich we wrześniu 1892, został aresztowany wraz z towarzyszami otrzymując nakaz opuszczenia terytorium Niemiec. Został odstawiony przez policję na granicę szwajcarską. 
Udał się do Zurychu, gdzie rozpoczął naukę na uniwersytecie. W 1894 przeniósł się do Belgii, rozpoczynając studia na akademii handlowej w Antwerpii. Był założycielem belgijskiej sekcji Związku Zagranicznego Socjalistów Polskich. W 1895 próbowano go wydalić z Belgii na wniosek ambasady rosyjskiej, jednak zamiar ten powstrzymano wskutek akcji protestacyjnej młodzieży belgijskiej. Dzięki poparciu kadry profesorskiej udało mu się ukończyć studia w 1896, po czym rozpoczął po Stefanie Żeromskim pracę bibliotekarza w Muzeum Narodowym Polskim w Rapperswilu. Pracował tam do 1900, publikując pod pseudonimem Jan Wierzba artykuły w piśmie ZPPS "Światło". 
Na początku 1900 powrócił do ojczyzny, gdzie został natychmiast zatrzymany i przewieziony do Petersburga. Po ośmiu miesiącach w 1901 został wypuszczony z zakazem mieszkania w Królestwie. Początkowo przebywał w Białymstoku, następnie na zaproszenie brata wyjechał do Tyflisu, gdzie pracował jako zarządzający kopalnią manganu w Cziatura. W 1903 przeniósł się do Charkowa, gdzie w firmie H.Meyer kierował działem sprzedaży produktów górniczo-hutniczych. 
Po Rewolucji 1905 roku i ogłoszonej amnestii, Mielczarski powrócił na teren Królestwa do Warszawy. W pierwszych miesiącach pracował w firmie "Siemens", a następnie wraz z Rafałem Korniłłowiczem tworzy spółkę "Urania" zaopatrującą powstające polskie szkoły w pomoce naukowe. Wraz z Edwardem Abramowskim rozpoczął organizowanie spółdzielczości spożywców. Na początku 1906 tworzy Towarzystwo Kooperatystów oraz tygodnik Społem. Po zjazdach spółdzielczości spożywców w 1908 utworzył "Biuro Informacyjne Stowarzyszeń Spożywczych przy Towarzystwie Kooperatystów" obejmując funkcję sekretarza Biura. 
W 1911 Biuro przekształciło się w Warszawski Związek Stowarzyszeń Spożywców, po 1918 w Związek Polskich Stowarzyszeń Spożywców. Od 1925 pełnił funkcję prezesa Związku Spółdzielni Spożywców RP, był wykładowcą w Szkole Głównej Handlowej. W 1923 współpracował z ministrem skarbu Władysławem Grabskim w rządzie gen. Sikorskiego jako członek ścisłego komitetu doradczego przy ministrze skarbu. Jednak w grudniu 1923 odmówił Grabskiemu objęcia stanowiska ministra przemysłu i handlu.
2 maja 1922 został odznaczony Krzyżem Oficerskim Orderu Odrodzenia Polski „za wybitną działalność na polu organizacji kooperatyw".
Zmarł nagle w Warszawie. Pochowany na cmentarzu Powązkowskim w Warszawie (kwatera 172-5-15).

## Upamiętnienie
Jego imieniem nazwano ulice w Warszawie, we Wrocławiu, Częstochowie, Olsztynie, Elblągu, Ozorkowie, Żyrardowie, Bydgoszczy, Radomiu, Kielcach, łódzkim Polesiu, Bełchatowie, Braniewie, Krośnie, Kętrzynie, Pabianicach, Tomaszowie Mazowieckim, Sławnie, we Włodawie, w Ostrowie Wielkopolskim oraz w Zgierzu. Istniała również ulica jego imienia w Sosnowcu, zamieniona obecnie na ul. Będzińską. 
Jego imię nosi również Zespół Szkół Zawodowych w Katowicach przy ul. Bolesława Krzywoustego 13, gdzie poświęcono mu pamiątkową tablicę.